# 刘宏 (中传广告学院)
刘宏（？—），女，中国传媒大学公共关系教授，主要进行健康传播与文化研究。先后在同济医科大学、暨南大学新闻系、中国传媒大学获学士、硕士博士学位。著有《电影课》、《寻访祖父的秘方》。